# Doença autossômica recessiva

Em uma doença autossômica recessiva, o indivíduo herda um gen recessivo de cada progenitor

Uma doença autossômica recessiva é caracterizada por atingir homens e mulheres na mesma proporção e induzida pelo gene recessivo originado do cruzamento dos pais do indivíduo. A doença só se manifesta se existir 2 alelos recessivos.

## Lista de Doenças autossômicas recessivas
- Anemia falciforme

- Discinesia Ciliar Primária (DCP)
- Fibrose cística

- Doença de Tay-Sachs

- Fenilcetonúria

- Mucopolissacaridose

- Glicogenose

- Galactosemia

- Albinismo
- Acrodermatite enteropática